# Naigawan Rebai
Naigawan Rebai o Naigaon Rebai o Naigaon Ribahi o Naigawan Ribahi (fins a 1834 Naigawan o Naydgdon o Nawagdon) fou un petit estat tributari protegit a l'Índia central a l'agència de Bundelkhand amb una superfície de 18 km². La població el 1881 era de 3.365 persones i el 1901 era de 2.497 habitants repartits en 4 pobles i uns ingressos d'11.000 rúpies. La població el 1931 era de 2.352 habitants.
El sobirà (jagirdar) era de casta ahir (daowa); el jagirdar original era part de l'estat de Jaitpur que per lapse va passar als britànics el 1849. Després de l'establiment de l'alta sobirania britànica sobre Bundelkhand, Lachhman Singh, cap d'una banda de saquejadors, fou induït a rendir-se sota promesa de perdó i una concessió de cinc pobles amb uns ingressos d'unes 15.000 rúpies; el jagir li fou entregat el 1807 i a la seva mort el 1808 el va succeir el seu fill Jagat Singh. El 1834 la capital es va traslladar de Naigawan (a 25° 11′ N, 80° 54′ E / 25.183°N,80.900°E a Rebai o Ribahi a 25° 21′ N, 79° 29′ E / 25.350°N,79.483°E a uns 30 km al nord del campament militar de Nowgong. En endavant l'estat va modificar el seu nom. El 1850 es va establir que la cessió a Lachhman Singh era vitalícia i no hereditària, però Jagat Singh va poder conservar el jagir fins al 1862. L'estat va rebre sanad d'adopció. La vídua de Jagat Singh, Larai Dulhaiya el va succeir amb consentiment britànic el 1867 i de ple dret per a si mateixa sent la primera dona que va governar al Bundelkhand. El 1881 va néixer Kunwar Vishvanath Singh, al que Larai va adoptar. Larai va morir el 1909 i Vishvanath Singh va accedir al poder fins al 1935 quan el va succeir Ratan Singh, el darrer sobirà.